# Tubulicrinis ellipsoideus
Tubulicrinis ellipsoideus är en svampart som beskrevs av Gresl. & Rajchenb. 2002. Tubulicrinis ellipsoideus ingår i släktet stiftskinn och familjen Tubulicrinaceae.   Inga underarter finns listade i Catalogue of Life.